# Plemo
Plemo (Plèm in dialetto camuno) è una frazione del comune di Esine, in bassa Val Camonica, in provincia di Brescia.
Conta 512 abitanti

## Geografia fisica

### Territorio
Plemo è una frazione del comune di Esine: posta nel quadrante sudorientale dello stesso, più precisamente tra il capoluogo comunale e l'altra frazione della Sacca, confina anche con i Librinì.

## Storia

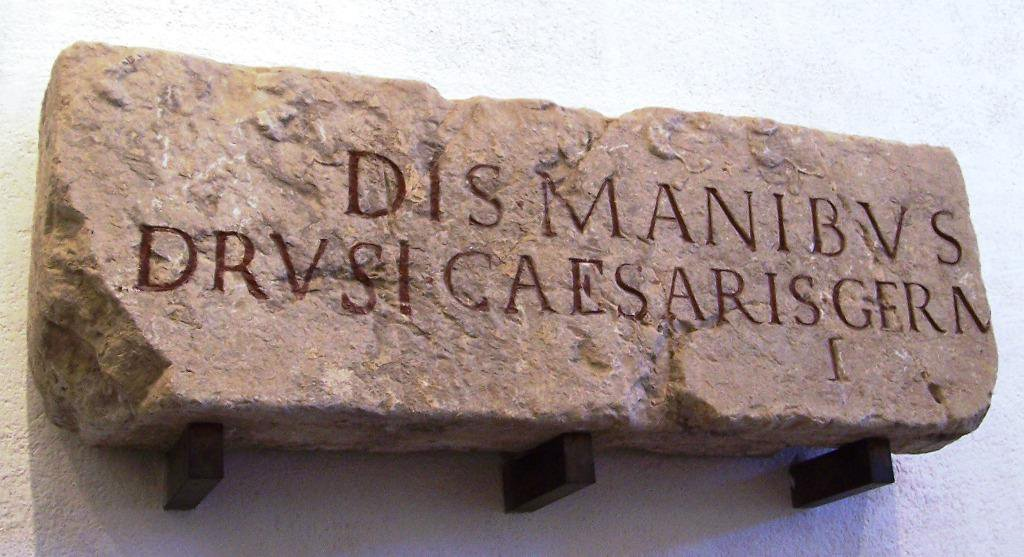
Lastra di Plemo (Museo civico archeologico di Bergamo)

Nel seicento venne trovata in Plemo l'iscrizione DIS MANIBUS DRUSI CAESARIS GERM, dedicata a Druso figlio di Germanico, morto nel 33 ev e conservata oggi al museo archeologico di Bergamo.
I Federici avevano in Plemo due rocche.

## Monumenti e luoghi d'interesse

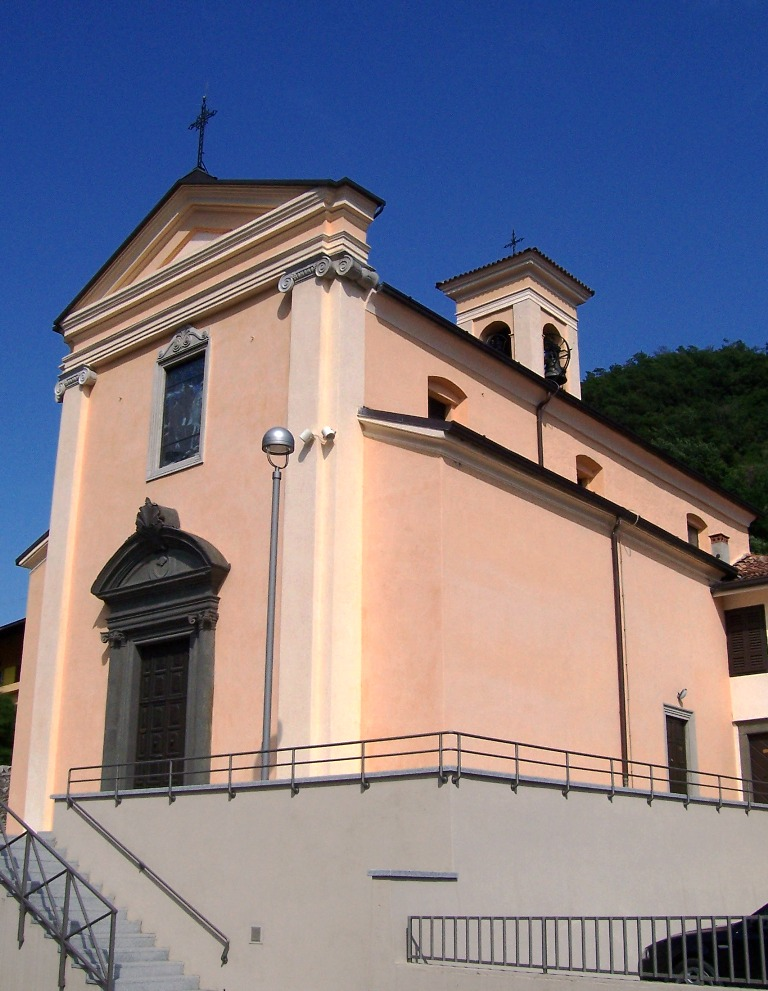
Parrocchiale di San Giovanni

### Architetture religiose
Le chiese di Plemo sono:
- Parrocchiale di S. Giovanni Battista, del XVIII secolo, allungata all'inizio del novecento. Contiene l'Annunciazione del Palma il Vecchio.

### Architetture militari
- Rocca Novella: vicina all'abitato di Plemo, venne edificata tra il XIII ed il XIV secolo ed abbattute dalle autorità venete nel 1455 secondo l'editto della demolizione delle rocche camune. Eretta su un promontorio roccioso, oggi è in rovina. Rimangono i muri perimetrali del lato nord, una finestra l primo piano con sedili in pietra. Al pian terreno è invece visibile l'imposta del soffitto con volta a botte ed una scalinata con sei gradini. Nei pressi della rocca sono presente anche incisioni rupestri dell'età del ferro.
- Rocca Alta: fortilizio difensivo del XIII secolo, arroccato su un colle a circa un'ora di cammino da Plemo. La struttura, a pianta quadrata, fu residenza delle famiglie prima Federici poi Beccagutti che l'abitarono sino al 1455.[4]

## Società

### Tradizioni e folclore
Gli scütüm sono nei dialetti camuni dei soprannomi o nomiglioli, a volte personali, altre indicanti tratti caratteristici di una comunità. Quello che contraddistingue gli abitanti di Plemo è Tègne o Scarpatècc.